# Teratosphaeria considenianae
Teratosphaeria considenianae är en svampart som först beskrevs av Crous & Summerell, och fick sitt nu gällande namn av Crous & Summerell 2009. Teratosphaeria considenianae ingår i släktet Teratosphaeria och familjen Teratosphaeriaceae.   Inga underarter finns listade i Catalogue of Life.